# Bubba Gump Shrimp Company
Die Bubba Gump Shrimp Company ist eine Restaurantkette, die durch den Film Forrest Gump aus dem Jahr 1994 inspiriert wurde.

## Geschichte

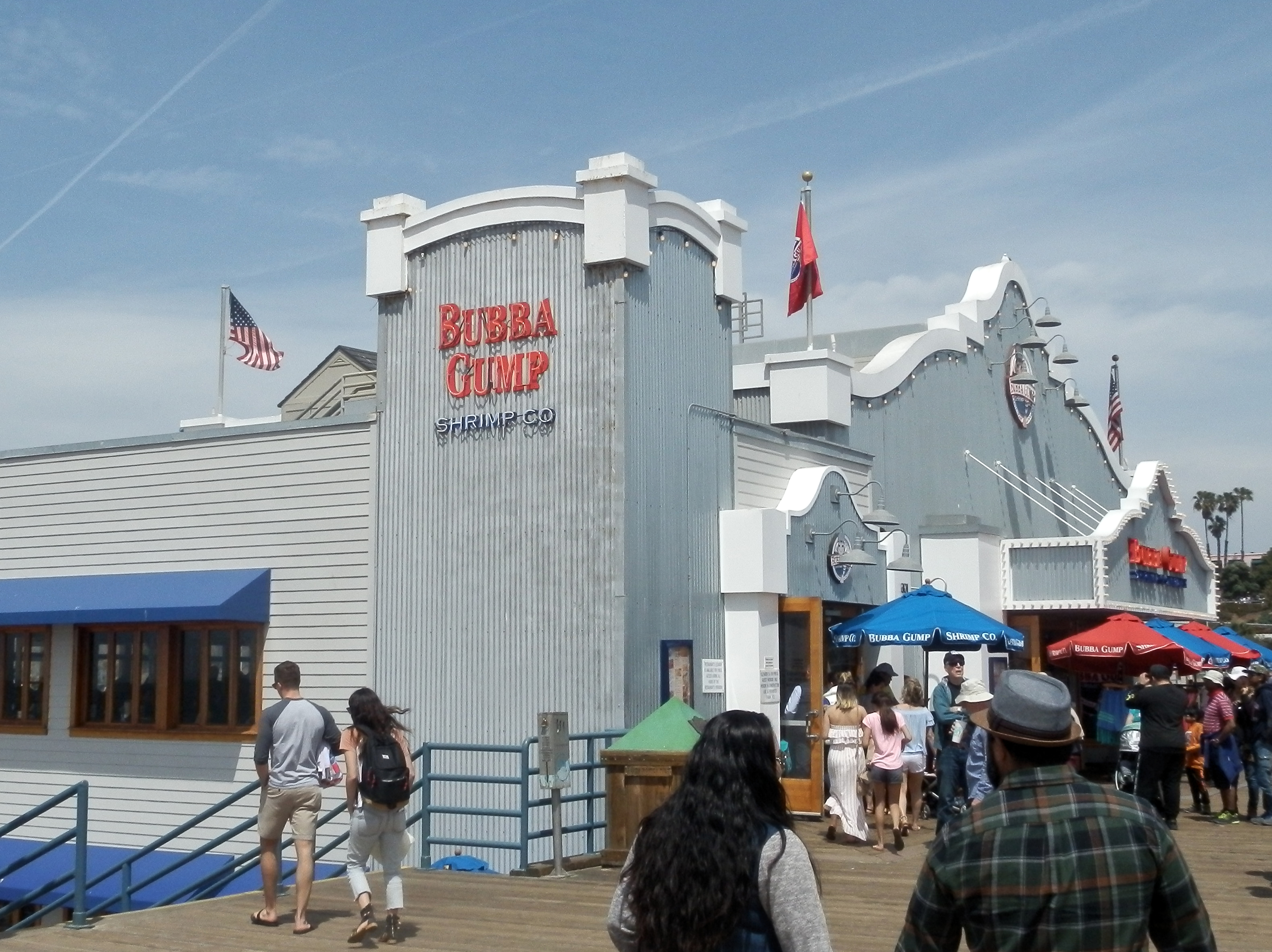
Filiale auf dem Santa Monica Pier

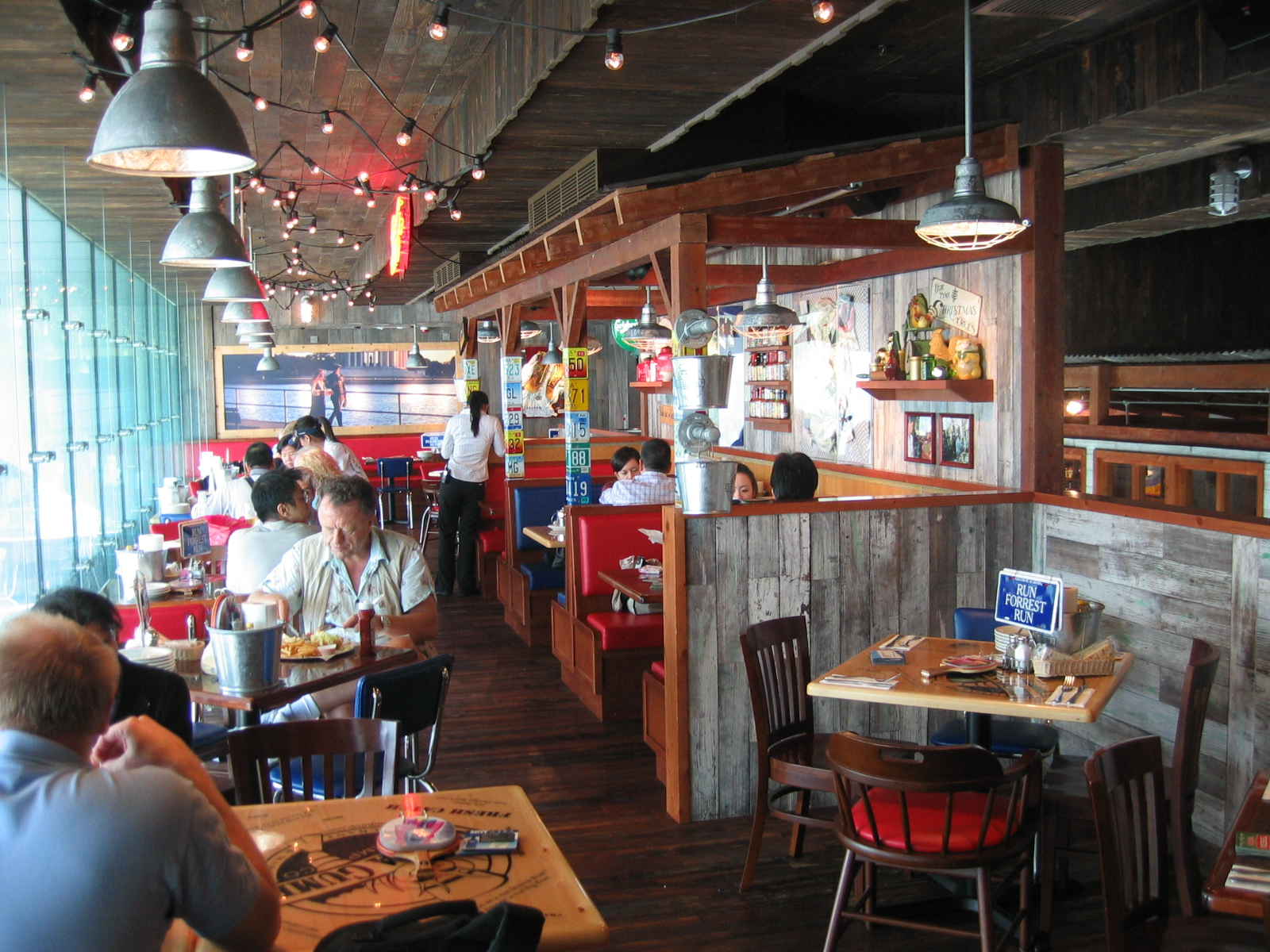
Restaurant in Hong Kong

Das erste Restaurant unter dem Namen Bubba Gump Shrimp Company wurde 1996 in Monterey im US-Bundesstaat Kalifornien eröffnet. Als Vorlage diente das fiktive Unternehmen Bubba Gump Shrimp Company, welches Forrest Gump im gleichnamigen Film von 1994 aufgrund eines seinem im Vietnamkrieg gefallenen Kameraden Bubba gegebenen Versprechens gründete. Das Angebot umfasst hauptsächlich Fisch und Meeresfrüchte. Durch den Erfolg des Restaurants wurden weitere Filialen eröffnet und die Bubba Gump Shrimp Company zum internationalen Franchise-Modell ausgebaut. Außer Speisen und Getränke werden in den Restaurants auch verschiedene Merchandising-Produkte vertrieben.
Im Jahr 2010 übernahm der US-amerikanische Konzern Landry’s, Inc. die Restaurantkette Bubba Gump Shrimp Company.
Mit Stand Mai 2018 existieren weltweit 43 Filialen der Kette, 30 davon in den Vereinigten Staaten, vier in Mexiko, drei in Japan, eine auf den Philippinen, eine in Indonesien, eine in Hongkong, eine im Vereinigten Königreich, eine in Malaysia und eine in Kanada.